# Бондар, Оана
Оана Кармина Бондар (рум. Oana Carmina Bondar), урождённая Оана Герман (рум. Oana Herman; род. 26 марта 1983, Клуж-Напока) — румынская гандболистка, центральная защитница «Короны» (Брашов) и сборной Румынии. Одна из лучших гандболисток-защитниц в Румынии.

## Карьера

### Клубная
Выступала за клубы «Байя-Маре», «Штинца» (Бакэу) и дубль «Жолидона» (Клуж).

### В сборной
В сборной Румынии с 2014 года, провела 6 игр и забила 1 гол.

## Достижения
- Чемпионат Румынии:
  -  Чемпионка: 2013/2014
  -  Серебряный призёр: 2012/2013
- Кубок Румынии:
  -  Победительница: 2012/2013, 2013/2014
- Суперкубок Румынии:
  -  Победительница: 2012/2013
- Кубок вызова ЕГФ:
  - Финалистка: 2003

## Личная жизнь
Замужем за гандболистом Алином Бондаром.